# 패디 케니
패트릭 조세프 패디 케니(Patrick Joseph Paddy Kenny, 1978년 5월 17일~)는 아일랜드의 전 축구 선수이다. 현역 시절 포지션은 골키퍼였다.
2012년 5월 13일에 있었던 맨체스터 시티와 퀸즈파크 레인저스의 경기에서 슈퍼세이브를 보여준 바 있다. 그세 이브는 맨체스터 유나이티드가 우승을 하는 데 중요한 장면이었다. 하지만 후반 90분 93분에 에딘 제코와 세르히오 아구에로에게 2골을 연달아 허용하여 맨체스터 시티의 우승을 허락하였다. 비록 맨체스터 시티가 우승을 했지만. 그는 골키퍼로서 해야할 역할을 충실히 다했다.
2012년 7월 11일, 리즈 유나이티드로 이적하였다.